# Asociación Interacción Persona-Ordenador
La Asociación Interacción Persona-Ordenador (AIPO) es una entidad sin ánimo de lucro formada por profesionales dedicados a la Interacción Persona-Ordenador. AIPO trabaja para fomentar el conocimiento a nivel profesional, docente y de I+D+i dentro de este ámbito. Aglutina a profesionales de la industria y de la universidad que trabajan en cómo mejorar la interacción entre el ser humano y un sistema informático.
AIPO es una asociación similar en valores y objetivos a otras existentes a nivel internacional como ACM o SIGCHI. 
AIPO es miembro de la Sociedad Científica de Informática de España y de la Confederación de Sociedades Científicas de España.

## Organización
AIPO es una organización interdisciplinaria que aglutina informáticos, psicólogos, sociólogos, licenciados en bellas artes, ergonomistas tanto de la Universidad como de la empresa.  
AIPO está organizada en dos secciones: la académica y la profesional. La sección académica se conforma de profesores de distintas disciplinas y universidades que trabajan en el campo de la IPO. La sección profesional está formada por los socios que realizan su actividad laboral en el ámbito de la empresa.
Dentro de sus labores para promover y difundir la Interacción Persona-Ordenador destaca la organización del Congreso Internacional de la Interacción Persona-Ordenador (INTERACCIÓN).
Entre los temas fundamentales a promover dentro de esta disciplina destacan temas como: usabilidad, el diseño centrado en el usuario, accesibilidad, experiencia de usuario, jugabilidad, computación ubicua, arquitectura de la información, realidad aumentada, virtual, computación móvil, etc.

## Historia
La Asociación Interacción Persona-Ordenador (AIPO) surge como esfuerzo de unir a profesionales, docentes e investigadores multidisciplinares que trabajan dentro del diseño, desarrollo y evaluación de sistemas interactivos. La primera junta gestora de AIPO se conforma en noviembre de 1999.  En esa misma reunión, se propone la celebración de unas primeras jornadas constituyentes para la asociación, así como la creación de un capítulo local SIGCHI relacionado con AIPO. En una segunda reunión, el 7 de febrero de 2000 en la Facultad de Bellas Artes de la Universidad de Granada, se deciden cuestiones relevantes, como el primer logotipo de la asociación, la redacción de los estatutos de la asociación, la política y gestión del asociacionismo, las actividades a realizar y la ubicación definitiva de las primeras jornadas constituyentes. Finalmente, en una asamblea constituyente el 19 de junio de 2000 en la Facultad de Psicología de la Universidad de Granada, se constituye AIPO de manera definitiva, estableciéndose una sede social y la primera Junta Directiva de la asociación presidida por Jesús Lores.
Además AIPO está integrada en otras entidades de mayor cabida como la Sociedad Científica Informática de España (SCIE) y la Confederación de Sociedades Científicas de España (COSCE).
| Presidente                   | Años      |
| ---------------------------- | --------- |
| Jesús Lorés Vidal            | 2000-2007 |
| Pedro Latorre Andrés         | 2007-2013 |
| José Antonio Macías Iglesias | 2013-2019 |
| Lourdes Moreno López         | 2019-2025 |

## Congreso Interacción
Desde el año 2000 AIPO celebra el congreso Interacción. Las primeras ediciones del congreso se celebraron en España, y se han englobado dentro del Congreso Español de Informática (CEDI) cuando han coincidido en el tiempo. 
AIPO otorga anualmente el premio Jesús Lorés al mejor trabajo reconocido en dicho congreso dentro del campo de la Interacción Persona-Ordenador.
| Edición | Lugar                        | Fechas                         | Artículos Enviados | Artículos Aceptados |
| ------- | ---------------------------- | ------------------------------ | ------------------ | ------------------- |
| XXIV    | La Coruña, España            | 19 al 21 de junio de 2024      | 65                 | 54                  |
| XXIII   | Lleida, España               | 4 al 6 de septiembre de 2023   | 66                 | 54                  |
| XXII    | Teruel, España               | 7 al 9 de septiembre de 2022   | 64                 | 52                  |
| XXI     | Málaga, España               | 22 al 24 de septiembre de 2021 | 79                 | 59                  |
| XX      | San Sebastián, España        | 25 al 28 de junio de 2019      | 75                 | 51                  |
| XIX     | Palma de Mallorca, España    | 12 al 14 de septiembre de 2018 | 73                 | 45                  |
| XVIII   | Cancún, México               | 25 al 27 de septiembre de 2017 | 80                 | 57                  |
| XVII    | Salamanca, España            | 13 al 16 de septiembre de 2016 | 56                 | 37                  |
| XVI     | Vilanova i la Geltrú, España | 7 al 9 de septiembre de 2015   | 105                | 66                  |
| XV      | Puerto de la Cruz, España    | 10 al 12 de septiembre de 2014 | 127                | 22                  |
| XIV     | Madrid, España               | 17 al 20 de septiembre de 2013 | 48                 | 35                  |
| XIII    | Elche, México                | 3 al 5 de octubre de 2012      | 58                 | 30                  |
| XII     | Lisboa, Portugal             | 2 al 5 de septiembre de 2011   | 55                 | 24                  |
| XI      | Valencia, España             | 7 al 10 de septiembre de 2010  | 97                 | 52                  |
| X       | Barcelona, España            | 7 al 10 de septiembre de 2009  |                    | 35                  |
| IX      | Albacete, España             | 7 al 9 de septiembre de 2008   |                    | 55                  |
| VIII    | Zaragoza, España             | 11 al 14 de septiembre de 2007 | 59                 | 46                  |
| VII     | Ciudad Real, España          | 11 al 14 de septiembre de 2006 | 85                 | 63                  |
| VI      | Granada, España              | 13 al 16 de septiembre de 2005 | 83                 | 69                  |
| V       | Lleida, España               | 3 al 7 de mayo de 2004         |                    | 64                  |
| IV      | Vigo, España                 | 11 al 13 de junio de 2003      |                    | 50                  |
| III     | Leganés, España              | 8 al 10 de mayo de 2002        |                    | 86                  |
| II      | Salamanca, España            | 16 al 18 de mayo de 2001       | 57                 | 47                  |
| I       | Granada, España              | 19 al 20 de junio de 2000      |                    | 39                  |